# Acanthogonatus francki
Espèce
Synonymes
- Stenoterommata segne Simon, 1886

Acanthogonatus francki est une espèce d'araignées mygalomorphes de la famille des Pycnothelidae.

## Distribution
Cette espèce est endémique du Chili. Elle se rencontre dans les régions des Lacs et des Fleuves.

## Description

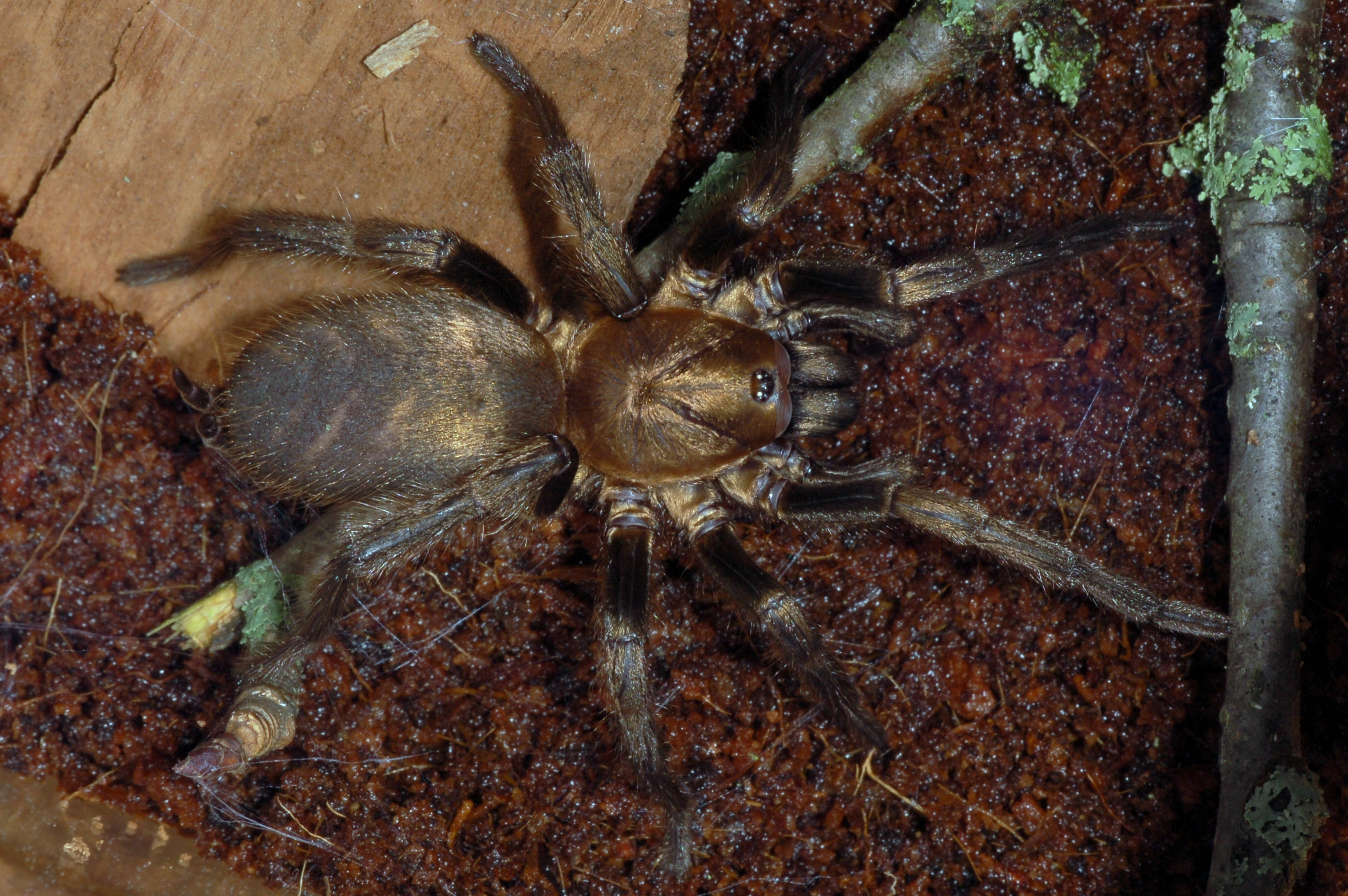
Acanthogonatus francki

Le mâle décrit par Goloboff en 1995 mesure 16 mm et la femelle 18,95 mm.

## Publication originale
- Karsch, 1880 : Arachnologische Blätter (Decas I). Zeitschrift für die gesammten Naturwissenschaften, vol. 53, p. 373-409.